# بروئن
بروئن (به فرانسوی: Broin) یک کمون در فرانسه با جمعیت ۴۱۶ نفر است که در Canton of Seurre واقع شده‌است.